# Mikler Sámuel
Mikler Sámuel (Hodrushámor, 1835. július 1. – Besztercebánya, 1909. november 29.) pedagógus, evangélikus lelkész.

## Élete
Mikler Sámuel bánya-altiszt és Feldzahn Katalin fia. Tanulmányait Selmecbányán, illetve a teologiát Eperjesen végezte. Eperjesen 1859-1862 között ideiglenes tanár lett a főgimnáziumban, majd lelkész volt Kölcsén másfél évig, később pedig Nagykárolyban tíz évig. 1873 októberében választották meg a nagykőrösi főiskola természetrajz, német nyelv és irodalom tanszékére. 1875-ben a kolozsvári egyetemen tanári oklevelet nyert tantárgyaiból. 1887. áprilisáig tanított Nagykőrösön, majd a besztercebányai evangélikus gyüleketet lelkésze lett.
A besztercebányai szlovák diákmozgalom megújítója, a helyi Szlovák Nemzeti Társaság kétszeres elnöke. 1886-1887-ben gyűjtéssel az evangélikus kisgimnázium új épületet kapott, ezzel megakadályozva a megszűnését.

## Művei
- 1887 A tanító mint orvos. Adler C. W. 4. német eredeti kiadás után ford. Nagy-Kőrös, 1887 (tsz. Losonczy László)
- 1894 Fohász b. Radvánszky Antal arczképének leleplezésekor a beszterczebányai ev. templomban 1894. aug. 9. Beszterczebányán, 1894 (Költemény. különnyomat a Beszterczebánya és Vidékéből.)
- 1895 Ünnepi óda a beszterczebányai ev. gymnasium új épületének felavatási ünnepélyén 1895. szept. 4. Beszterczebánya, 1895 (A helybeli lapban és a pozsonyi evang. lapban és a Koronczy-féle Almanachban is megjelent.)
- 1898 Új ruhában. Ünnepi óda a beszterczebányai ev. elemi fiúiskolájának felszentelési ünnepélyén 1898. szept. 11. Beszterczebánya, 1898 (A helybeli lapban is.)
- 1898 Elégia, b. eml. Erzsébet királyné temetése napján, 1898. szept. 17. elmondva a beszterczebányai ev. templomban tartott gyászistentisztelet alkalmával. Beszterczebánya, 1898 (A helybeli lapban is.)
- 1907 Dejepis chrámu evanjelického a. v. banskobystrického. Banská Bystrica

Költeményeket írt a Nagy-Kőrös és a Beszterczebánya és Vidéke lapokba. Kéziratban Gudrun nagy német eposz fordítása.